# 科學界

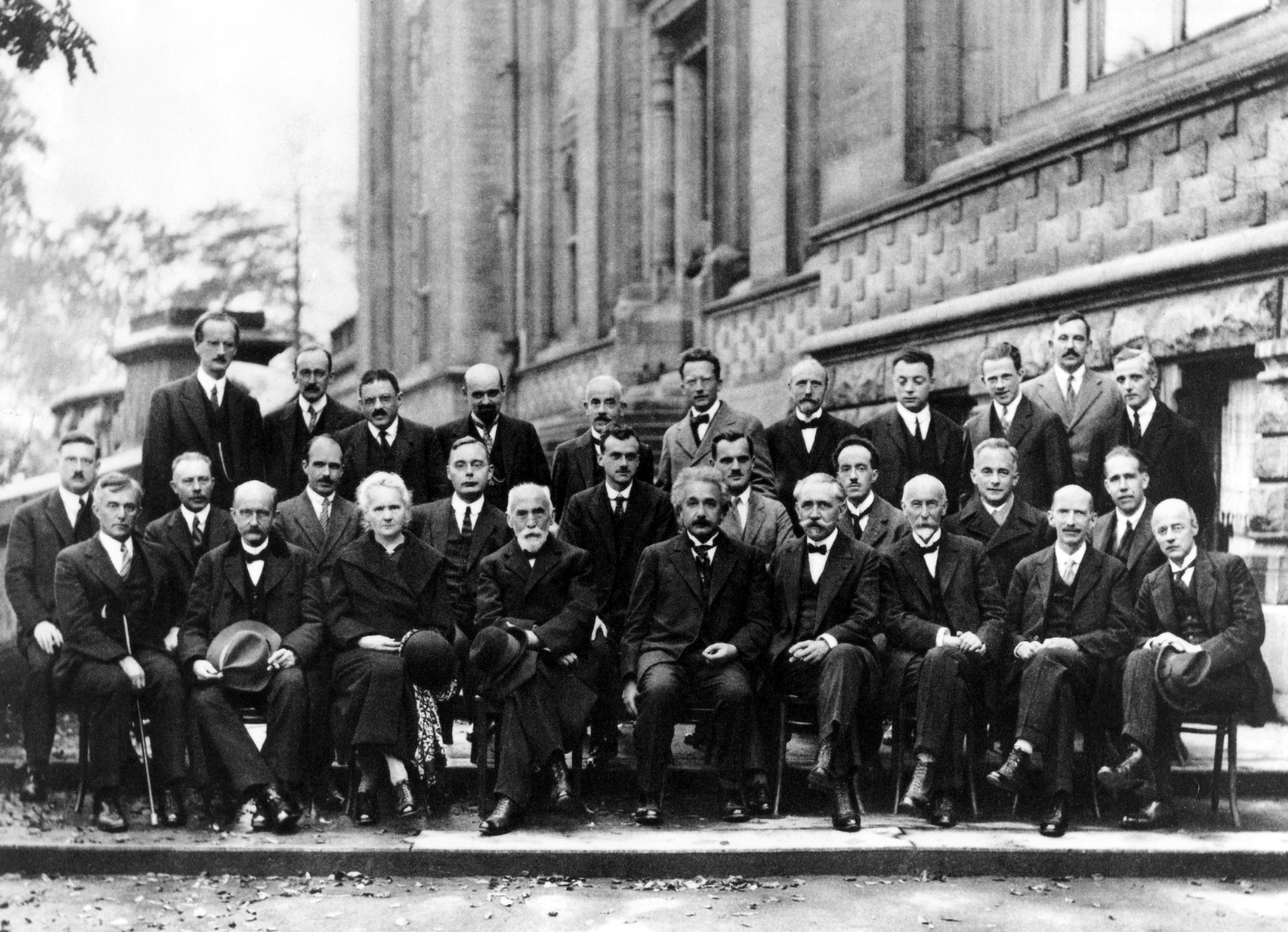
第五次索尔维会议参会者合照，被广泛认为是科学共同体知名合照之一

（英语：Scientific community），包括了所有的科学家以及他们之间的互动和合作。一般会按不同工作的领域分成子社群，如在计算机科学之下的机器人学界，但不同的子社群之间也有着密切的交流。科學家通过科学方法希望其达到客观性，而同行评审则是借助在杂志和会议上的讨论，通过保持研究的质量和结论的可读性来达到这一客观能力。

## 科学共同体的历史
弗朗西斯·培根于17世纪首先提出了科学是一项合作性的活动。而到了18世纪已有许多社群研究大自然中的现象，这些社群中包括自然哲学家、自然历史学家、甚至还有许多业余爱好者。即便许多社群在某些学科上有共同的兴趣，这些社群更像有着不同兴趣的地区性社群而不是一个真正的科学社群。在这之前还有许多更古老的社群，例如英国皇家学会，不过符合现今概念的科学共同体直到19世纪中叶才出现。这主要是因为此时现代科学使用的语言开始统一化，科学的专业性逐渐得到认可，更为专业的学术机构被创立以及特定学科的专业研究方法的推广。
术语科学家在1834年由自然科学家、神学家威廉·惠威尔提出，并在之后随着各个社群逐渐将自己想象成一个更大的社群的一个子集而慢慢被接受，这个术语的发展历程与另一个类似术语——国家的发展历程相似。
术语科学共同体的原始定义经常被追溯到罗伯特·金·莫顿和迈克·波拉尼于1942年发表的文章中的定义，波拉尼认为这个社群由一群有探索精神的人构成。随后，社会学上将定义标准化为“科学共同体包括了所有的科学家以及他们之间的在特定领域或整个科学领域的互动和合作”，1970年，库恩又将定义收紧为“科学共同体包含了所有使用科学方法的专业人员”，但以上几个定义均在不同程度上受到了质疑。随后又有许多社会学家使用逻辑学的方法给出了更严格的定义。

## 科学共同体的成员与交流
科研工作者们往往要先在大学的相关专业的学院中经过了系统化的学习。严格意义上来说，在相关领域的学位被认为是进入科学共同体的先决条件，不过也有人质疑是否存在进入科学共同体的严格条件。一般来说，一位博士在相关领域的专业研究就可以作为进入科学共同体的标志，尽管他接下来在科学共同体的地位取决于他与其他研究者通过共同研究保持的关系，科研上的贡献，会议上的贡献等。一位科研人员拥有了博士学位之后，他可能会继续沿着科研的道路前行，成为一名博士后研究员，最终成为一名教授。然而为科学共同体做贡献并非一定要继续在纯粹的科研领域进行研究，也有许多科学家在工业领域、教育领域、智库甚至是政府中为科学共同体做出了相应的贡献。
因此，科学共同体中的成员大部分活跃于教育，研究机构，相关专业的工作岗位等。不过总体来说，一个成员在科学共同体内的地位与他的学术成就有着密切的关联，此外也与成员在相关机构的地位以及相关机构的地位有关。在科学共同体内，科研工作者有着不同程度的影响力。有着较强影响力的科研工作者可以作为新科研工作者的导师，一些特别有影响力的科研工作者甚至可以像议程制定者一样掌握科学共同体在这一方面科研的走向。
同一个子社群中的成员并不需要在某个主题上一起工作。 社群内成员的学术交流更多的依靠发表在科学期刊上经过同行评审的文章，参加进行学术观点交流的会议。除此之外，科学共同体的成员也用许多非正式的方法交流他们的学术成果和科研工作。在非正式的交流中，科研工作者考虑到侧重专业的不同，可能无法将他的所有科研成果都毫无保留地告诉其他成员。

## 代表科学共同体发声

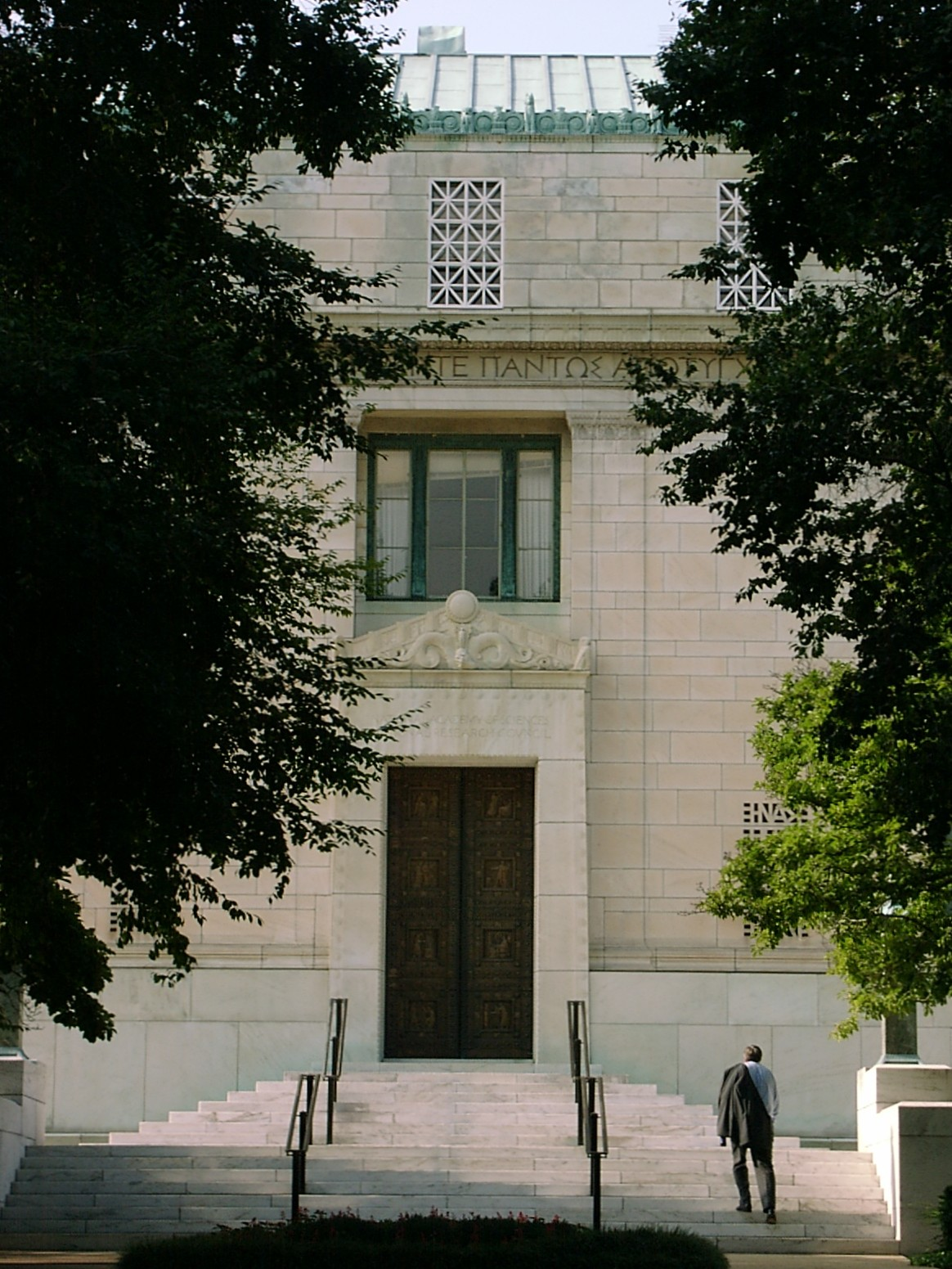
位于华盛顿哥伦比亚特区的美国国家科学院大楼

与几个世纪前学会以及类似机构的成员遍布学术界的情况不同，科学共同体内并不存在一个独立的个体或者说是机构可以代表整个科学共同体。这一定程度上是因为大部分科学家往往只精通若干个领域。因此，许多科学家可能对其他领域的进展并不了解。由于跨学科信息复杂度的增长以及学科的专业化，前沿的学术研究更多的由成熟的科学组织进行与完善，而个人的力量往往不再那么巨大。
不过，目前各国依然有许多社群和学术机构致力于巩固一些共识，并且通过研究结果引导政府政策上的公众舆论。例如，美国国家科学院（NAS）和英国皇家学会有时作为政府认定的科学共同体在相关事件上的传声筒和负责人，不过，无论是国家科学院还是皇家学会的做出的声明事实上都不能代表所有科学家，甚至不能代表学会内每个科学家的意见——尤其是在这种学会的成员的排外性十分高的前提下。这些机构的委员会又常常服务于当权政府，而且委员会不可能去了解每一位科学家的意见。像美国国家科学院这种机构的成员排外性尤其体现在他们的成员选举过程中，只有现有成员才能正式提名其他人作为成员资格候选人。不过，即便如此，像美国国家科学院这样的机构参与他们计划外的研究并不是多见的事情，一般来说他们只为政府部门的政策做出科学评估。美国国家科学院参与外部研究之少，可以从它在外部研究中缺乏协调科研经费和环境与健康项目重大项目的经验中体现出来。
一般来说，科學共識经常在人们使用科学方法解决问题时被提到。由于范式转移等原因，科学共同体并不会在科学共识上妄下结论。一般来说，科学方法的标准和有效性本身在一定程度上倾向于确保科学家在一些普遍的文献中对事实通过科学理论的详细解释的正确，同时拒绝与之相左的解释或者方法。科学共识对于科学教育，新观点的评估和研究资金都是十分重要的。有时人们会争论科学共同体内部存在准入偏见。同时，原科学，边缘科学，伪科学与科学之间的界限也成了人们常常争论的问题。在这些未达成共识的问题上，研究机构以外的一些持怀疑态度的组织投入了大量的时间和金钱与主流科学机构争夺话语权。
科学哲学认为科学立足的知识论限制了科学共识，包括托马斯·库恩在内的一些科学哲学家，认为科学史中科学革命的存在，意味着科学共识曾错误了许多次
。尽管如此，科学在精准预测和在设计和工程上的新技术方面所具有的完美解释力，让科学共同体的科学共识成为了学术界和流行文化中备受尊重的一种知识形式。

## 与科学共同体有关的争议

### 政治争议
公众对科学研究的高度肯定的同时也产生了对科学政治化的担忧。
在第二次世界大战后的几十年里，很多人相信核能最终将解决能源危機。一开始，大众对核能的支持使各国建设了许多核电厂，但同时也带来了对核能安全问题及核能是否会转化为核武器的政治担忧。随后，世界各地的抗议者以切尔诺贝利和三哩島核電廠等事故质疑核能的安全问题，使核能相关领域的发展速度减缓。
在二十世纪的最后几十年里，地球暖化爭議和干细胞争议导致科学共同体经常处于政治与社会争论的前沿。

### 宗教争议
自19世纪以来，一系列的冲突论已经被提出，伯特兰·罗素等人更是进一步认为根本上科学与宗教的对立源于理性与感性的对立。尽管许多科学史学家已经失去了对冲突论的兴趣，在科学家群体内依然有许多人对冲突论十分感兴趣。创造论与进化论之争也常常成为人们谈论的焦点。